# Синдром ранней реполяризации желудочков
Синдром ранней или преждевременной реполяризации желудочков (СРРЖ) — электрокардиографический феномен с характерными изменениями графической записи работы сердца на электрокардиограмме в виде характерного подъёма места перехода желудочкового комплекса в сегмент ST над изолинией. Данный феномен регистрируется вследствие раннего возникновения волны возбуждения в субэпикардиальных участках миокарда.

## Электрофизиология
Графическая запись реполяризации желудочков на ЭКГ включает в себя волну J, сегмент ST, а также волны Т и U, которые динамически изменяют свой вид в зависимости от различных патофизиологических состояний. Трансмуральный градиент напряжения в начальной фазе желудочковой реполяризации при СРРЖ манифестируется волной J. Этот градиент, по всей видимости, является следствием кратковременного выходящего калиевого тока (Ito), который вызывает появление этой зазубрины (волны соединения) на нисходящей части зубца R. Элевация сегмента ST возникает, вероятно, вследствие аномального падения тока Ito в эпикардиальных слоях миокарда.
В настоящее время уже известно, что в миокарде желудочков имеется по крайней мере три типа клеток с различными электрофизиологическими свойствами: эпи-, М- и эндокардиальные клетки. Эти три типа клеток различаются по своим реполяризационным характеристикам в первой и третьей фазах ПД. Эпикардиальные и М-клетки в основном имеют выраженную 1-ю фазу, которая обусловлена выходящим током (Ito), чувствительным к 4-аминопиридину (4-АП), вследствие чего потенциал действия приобретает форму «пика» и «свода» или зазубрины. Эта региональная разница Ito была выявлена в желудочковых миоцитах собак, кошек, кроликов, крыс и у человека. Экспериментальное исследование миокарда ЛЖ при синдроме короткого интервала QT подтвердило гипотезу о том, что усиление выходящего реполяризирующего тока может укорачивать ПД преимущественно в М-клетках, тем самым повышая дисперсию клеток и генерируя субстрат для механизма повторного входа (ри-энтри).

## Распространённость
В последние годы считается, что СРРЖ вызван аномальными изменениями в природе белков, составляющих ионные каналы, в частности, белков калиевых каналов. По различным данным, распространенность СРРЖ в популяции колеблется в широких пределах — от 1 до 8,2 % . Наиболее часто регистрируется среди молодых лиц и лиц, занимающихся спортом. Традиционно рассматривается как вариант нормы.
Некоторые авторы считают, что СРРЖ имеет ассоциативную связь с гипертрофией миокарда. Поскольку СРРЖ встречается чаще у лиц, активно занимающихся спортом, то ассоциация между СРРЖ и «спортивным сердцем» представляется важной в плане прогнозирования возможных последствий.

## Клиническое значение
Характерных симптомов, кроме изменений на ЭКГ, при СРРЖ не наблюдается. 
.

## Диагностика
Тест с физической нагрузкой на велоэргометре или тредмиле у пациентов с СРРЖ, как правило, приводит к устранению данного феномена на ЭКГ за счет увеличения частоты сердечных сокращений. Это связано с усилением симпатической активации, которое способствует нормализации прохождения волны возбуждения. В случае усугубления признаков СРРЖ на ЭКГ (большая элевация точки J) требуется оценка реакции сердечно-сосудистой системы на нагрузку в принципе (например ступенчатый или дистонический тип реакции). Специфичность теста около 40 %, информативность — 60 %.
Пробы с изопротеренолом или атропином, как правило, не применяются в клинической практике в связи с возможными побочными реакциями.
Проба с калием. При даче калия (хлорид калия, ритмокор, панангин в достаточных дозах, не менее 2 г) у пациентов с нарушениями реполяризации может отмечаться нормализация конечной части желудочкового комплекса. При истинном СРРЖ наблюдается усугубление выраженности ЭКГ критериев. Специфичность теста около 40 %, информативность — 80 %.